# The Warren of Snares
The Warren of Snares è la raccolta della discografia dei Fall of Efrafa.

## Tracce

### Owsla
1. Pity The Weak
2. A Soul To Bear
3. Lament
4. Last Bust Not Least
5. The Fall Of Efrafa

### Elil
1. Beyond The Veil
2. Dominion Theology
3. For El Ahraihrah To Cry

### Tharn
1. Tharn

### Inlé
1. Simulacrum
2. Fu Inlé
3. Republic Of Heaven
4. The Burial
5. Woundwort
6. The Sky Suspended
7. The Warren Of Snares